# Vol Indian Airlines 605
 (juin 2025).
Si vous disposez d'ouvrages ou d'articles de référence ou si vous connaissez des sites web de qualité traitant du thème abordé ici, merci de compléter l'article en donnant les références utiles à sa vérifiabilité et en les liant à la section « Notes et références ».
Le 14 février 1990, l'Airbus A320 effectuant le vol Indian Airlines 605, un vol intérieur régulier de passagers reliant Bombay à Bangalore, en Inde, s'écrase sur un terrain de golf, alors qu'il tente d'atterrir à Bangalore, tuant 92 des 146 personnes à bord.
L'équipe d'enquête indienne a conclu que la cause probable est que les pilotes ont sélectionné le mode de contrôle « Open descent/flight idle » plutôt que « Glideslope capture », permettant à l'avion de descendre bien en dessous de la trajectoire de vol correcte. De plus, ils n'ont pas réussi à avancer les manettes des gaz ou à reprendre de l'altitude, même après les annonces d'altitude de l'avertisseur de proximité du sol (GPWS), alors que l'avion approchait de la piste d'atterrissage. Le rapport indiquait que l'équipage du vol 605 n'était pas conscient de la situation et du danger auquel ils étaient confrontés à ce moment-là, ce qui a retardé la réaction pendant la descente.
Après l'accident, le comité d'enquête indien émet soixante-deux recommandations à la Direction générale de l'aviation civile indienne (en) (DGCA), y compris un enregistrement de l'heure sur les bandes du contrôle du trafic aérien (ATC) et la formation de plusieurs comités d'enquête spécialisés dans plusieurs problèmes opérationnels de l'aviation. La recommandation comprenait l'ajout d'une sirène de collision à Bangalore, l'évaluation des portes d'évacuation et des toboggans des avions Airbus et une modification de la conception de leur bouton d'instrument. Le rapport a également exhorté le gouvernement à évaluer chaque aéroport en Inde pour éviter que des incidents similaires ne se produisent
L'accident a suscité des critiques au sein de l’Indian Commercial Pilot Association (ICPA) qui a affirmé que l'Airbus A320 présentait de graves défauts. Ils ont affirmé que les systèmes de l'avion étaient trop déroutants et que l'équipage du vol 605 avait du mal à éviter l'accident.
Un autre accident d'A320 moins de deux ans plus tard (qui s'est produit dans des circonstances similaires) a conduit à des améliorations de conception de l'unité de commande de vol et à de nombreuses recommandations de sécurité.

## Avion
L'appareil en question était un Airbus A320-231 âgé d'environ 5 mois, immatriculé en Inde VT-EPN (numéro de série 79). Ce biréacteur moyen-courrier, équipé de deux moteurs IAE V2500-A1 et livré pour la première fois à Indian Airlines le 23 décembre 1989, cumulait environ 370 heures de vol et 302 cycles (décollage/atterrissage) au moment de l'accident.

## Déroulement du vol

### Décollage et approche
Le vol 605 décolle de l'aéroport international Chhatrapati-Shivaji de Bombay à 11 h 58 heure locale, après une heure de retard. L'avion a déjà réalisé deux autres vols le jour de l'accident, opérant alors le vol 669, reliant Bombay à Goa, et le vol 670, de retour vers Bombay. L'avion transportait 139 passagers, dont quatre bébés, et 7 membres d'équipage. L'itinéraire assigné à l'avion est sur la route W17 de Bombay à Belgaum via Karad et W56 de Belgaum à Bangalore. La phase de décollage et la phase en route se déroulent normalement,.
À 12 h 53 heure locale, le tracé radar du vol 605 apparait sur le radar de Bangalore. Ce dernier demande au vol 605 de tourner à droite et d'effectuer une approche visuelle de la piste 09. L'équipage désactive le pilote automatique et a ensuite changé de fréquence radio pour celle de la tour de Bangalore, après avoir été transféré par le contrôle radar de l'aéroport.

### Accident
Alors que le vol 605 tentait d'atterrir, les pilotes ont volé bien en dessous de la pente de descente et le train d'atterrissage s'est posé sur le terrain du Karnataka Golf Club, à environ 2 800 pieds (850 m) de l'aéroport. La plupart des personnes à bord de l'avion, y compris certains membres d'équipage, pensaient que l'avion s'était posé sur la piste car il ressemblait à son atterrissage normal. Le vol 605 a ensuite rebondi et peu de temps après a percuté le sol pour la deuxième fois. L'impact a provoqué la défaillance des ceintures de sécurité de plusieurs personnes, ce qui a fait que des personnes ont été éjectées de leur siège et ont heurté le sol de l'avion. L'A320 a ensuite heurté un talus de 12 pieds (3,7 m). Les moteurs et le train d'atterrissage se sont détachés de l'avion. L'avion a ensuite survolé une route et s'est écrasé dans une zone herbeuse et rocheuse près de l'aéroport.

### Recherche et sauvetage

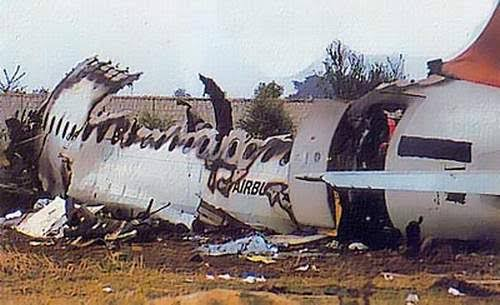
L'épave du vol 605.

Après l'accident, un incendie après impact s'est déclaré et les survivants ont commencé à s'échapper de l'épave en feu. Plusieurs personnes ont réussi à sortir de l'avion par une ouverture dans le fuselage de l'avion. L'équipage de cabine survivant a ouvert la porte de secours de l'avion et a commencé à évacuer les survivants. 92 personnes (88 passagers et 4 membres d'équipage), ont péri dans l'accident, tandis que 54 ont survécu, toutes blessées. Deux personnes ont succombé à leurs blessures après l'accident.
Selon des témoins oculaires, aucune unité des pompiers n'a atteint le site de l'accident car il n'y avait aucune installation de communication par émetteur radio (RT) entre la tour et les véhicules de lutte contre les incendies. Un émetteur radio portable était disponible pour la communication entre la tour et la caserne de pompiers de l'aérodrome, mais n'était pas utilisable le jour de l'accident.

## Équipage et passagers
Le vol 605 transportait 139 passagers et 7 membres d'équipage, composés de 2 pilotes et de 5 membres d'équipage de cabine. Il y avait 4 bébés à bord du vol.
Le pilote en fonction (PF) était le commandant de bord Cyril Fernandez, âgé de 46 ans et de nationalité indienne. Il a rejoint Indian Airlines en 1977 en tant que pilote et a été promu au poste de copilote. Finalement, il est devenu commandant sur Hawker Siddeley HS.748. En 1983, Fernandez a obtenu une qualification de copilote de Boeing 737, suivie d'une qualification de commandant en 1984. Par la suite, Fernandez est devenu copilote sur Airbus A320 en 1989. Fernandez avait une expérience de vol totale de 9 307 heures, dont 68 heures passées sur l'A320.
Selon le rapport, le commandant Fernandez était sous surveillance alors qu'il subissait le premier des 10 contrôles d'itinéraire requis pour la qualification de commandant de bord. Pendant le vol, il était assis sur le siège gauche.
Le pilote qui supervisait le commandant Fernandez était le commandant de bord Satish Gopujkar, âgé de 44 ans et également de nationalité indienne. Il a rejoint Indian Airlines en 1969 et a été employé comme copilote sur le Hawker Siddeley HS.748 de 1971 à 1981, pilotant plus tard l'avion en tant que commandant de bord. En 1981, il obtient la qualification de copilote sur Boeing 737, puis celle de commandant en 1983. En 1989, il est promu copilote sur l'Airbus A320. Le commandant Gopujkar avait une expérience de vol totale de 10 340 heures, dont 255 heures sur l'A320. Pendant le vol, il exerçait à la fois les fonctions de copilote et de pilote vérificateur.
Avant le vol 605, le commandant Gopujkar a été impliqué dans un incident lors du roulage à l'aéroport international de Cochin, bien qu'il n'ait pas été blâmé pour cet incident. Pendant le vol 605, il était assis sur le siège de droite.

## Victimes
92 personnes ont été tuées dans l'accident, dont le commandant Gopujkar et le commandant Fernandez. Selon les rapports officiels : parmi les 54 personnes blessées, au moins 20 avaient subi des blessures à la tête, 32 des blessures aux membres inférieurs et 7 des blessures au thorax. Les détails du rapport ont révélé que la plupart des morts avaient subi un traumatisme majeur lors de l'accident. Il a été révélé qu'au moins 81 victimes avaient subi des chocs et des brûlures.
Le rapport indiquait ensuite que plusieurs passagers étaient peut-être trop blessés pour bouger, les laissant physiquement incapables de s'échapper de l'épave en feu. Ils ont peut-être survécu à l'impact, mais en raison des blessures qu'ils ont subies lors de l'accident, ils n'ont pas pu s'échapper. Le rapport indique que la plupart des personnes assises près des issues de secours et des toboggans ont survécu à l'accident.
Comme la plupart des survivants et des victimes de l'accident ont subi des blessures à la tête et aux jambes, l'équipe d'enquête a déclaré que ces blessures auraient pu toucher les passagers (et certains membres d'équipage) à bord en raison du manque d'espace pour les jambes. De plus, lors de l'accident, plusieurs sièges ont été poussés vers l'avant, ce qui a fait écraser la tête de plusieurs passagers contre le dossier du siège devant eux.

## Enquête
Le ministère indien de l'aviation civile a ordonné une enquête à grande échelle sur l'accident. Le Bureau indien d'enquête sur les accidents aériens (en) (AAIB) et le Bureau de la sécurité des transports du Canada (BST) ont participé à l'enquête. Le 19 février, les enquêteurs se sont rendus sur le site de l'accident et ont inspecté l'épave de l'avion. Ils constatent que la partie avant de l'appareil a été détruite lors de son impact avec le remblai. Un incendie ultérieur a conduit à la destruction totale de l'avion.

### Inspection initiale
Les enquêteurs ont ensuite inspecté les commandes de vol principales du vol 605, à savoir la gouverne de direction, les ailerons, le stabilisateur horizontal réglable, les volets et becs, ainsi que plusieurs autres commandes de vol. Cependant, ils n'ont trouvé aucune anomalie sur ces commandes, dont la défaillance a été exclue comme cause possible de l'accident. Selon les enquêteurs, ils ont également exclu le terrorisme, car il n'y avait aucun signe d'explosion à bord pendant l'approche et il n'y avait aucune preuve de la présence d'explosifs à bord.

### Analyse FDR et CVR
Après la découverte du FDR et du CVR, les enquêteurs ont décodé et analysé leurs contenus.
Les enquêteurs ont fait une analyse basée sur les deux enregistreurs de vol comme suit : le vol 605 s'approchait de l'aéroport de Bangalore en mode « Open descent ». Dans ce mode, les moteurs de l'avion sont mis au ralenti. Les moteurs semblent se taire et l'avion semble descendre progressivement.
L'équipage du vol 605 a désengagé le pilote automatique en apercevant la piste de l'aéroport de Bangalore. Ils ont ensuite pris contact avec la tour de Bangalore. À 13 h 40, heure locale, l'affichage de l'avion indiquait que l'altitude de l'avion était légèrement inférieure à 5 000 pieds et que sa trajectoire d'approche était supérieure de 600 pieds à la trajectoire de descente normale.
Le commandant Fernandez l'a remarqué et a demandé une remise de gaz. Il proposait de monter à 6 000 pieds (1 800 m), faire un autre cercle et de revenir mieux aligné sur la trajectoire de descente normale. Le pilote vérificateur, le commandant Gopujkar, a alors répondu à sa demande : « Voulez-vous une remise des gaz ? Ou voulez-vous de la vitesse verticale ? Le capitaine Fernandez a choisi de procéder avec l'option de vitesse verticale. Si les pilotes avaient procédé à la remise des gaz, l'urgence qui devait suivre aurait pu être évitée.
Comme l'avion était un peu plus haut que la trajectoire de descente normale, le commandant Fernandez a demandé un taux de descente plus élevé de 1000 pieds/min, au lieu du taux normal de 700 pieds/min. Cette descente plus rapide a augmenté la vitesse de l'appareil à 148 nœuds (275 km/h) - supérieure à la vitesse recommandée de 130 nœuds (240 km/h) - mais elle a aidé l'avion à retrouver la trajectoire de descente normale. L'A320 était également maintenant en mode « Vertical speed » - le mode correct pour l'atterrissage.
Le commandant Gopujkar a ensuite vérifié la liste de vérification pour l'atterrissage. Après l'avoir renseignée, il demande aux membres du personnel de cabine de s'asseoir à leur poste. Réalisant que l'avion avait retrouvé sa trajectoire de descente normale, le commandant Gopujkar a signalé à 01 h 42 qu'il avait maintenant sélectionné un « taux de descente de 700 pieds » . Cependant, au lieu de choisir le bouton « Vertical speed », il a accidentellement choisi le bouton « Altitude ». Ainsi, au lieu de saisir une commande pour un taux de descente de 700 pieds/min (210 m/min) à l'A320, il a donné l'ordre à l'avion de se maintenir à une altitude de 700 pieds.

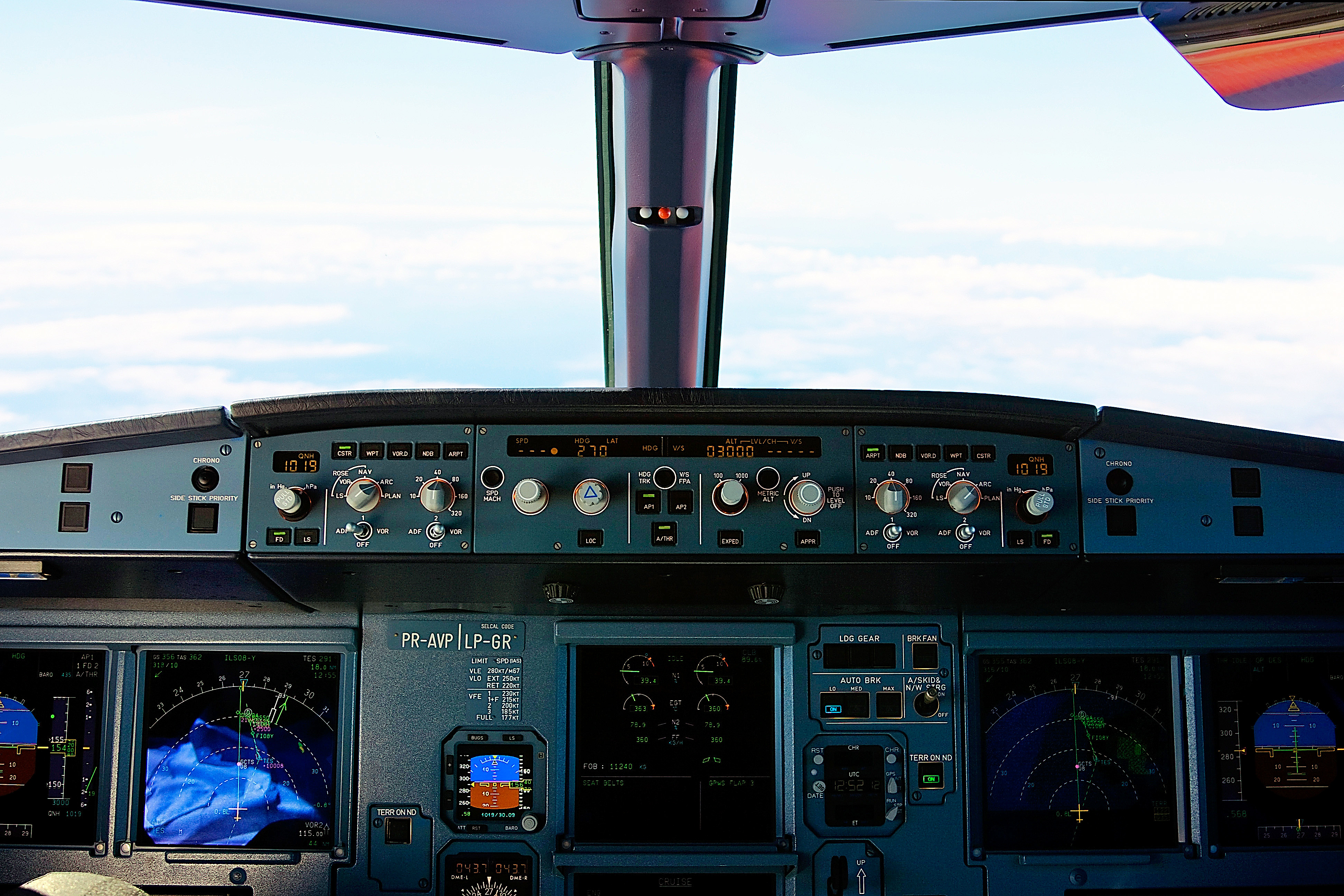
Le cockpit d'un Airbus A320, les dix boutons de commande principaux sont affichés.

Le bouton de vitesse verticale et le bouton d'altitude sont situés l'un à côté de l'autre et ont une conception similaire. Cela pourrait avoir conduit à la confusion.
En raison de l'action du commandant Gopujkar, l'avion est revenu en mode « Open descent », ce qui a ramené la manette des gaz en position de ralenti. L'absence de puissance moteur sur l'avion a entraîné une diminution de la vitesse et l'avion a commencé à descendre plus rapidement.  L'équipage du vol 605 semblait ignorer l'imminence de la catastrophe.
Le radioaltimètre de l'avion sonne alors : « 400 pieds ». Cela a probablement alerté le commandant Gopujkar d'une manière ou d'une autre parce qu'il a soudainement observé : « Vous descendez en mode « Open descent » au ralenti hein, tout ce temps ! » Et alors que l'altimètre annonçait « 300 pieds », le commandant Gopujkar demanda : « Vous voulez que les directeurs de vol se retirent maintenant ? » . Le commandant Fernandez a confirmé que son directeur de vol avait été désactivé, mais pas celui du commandant Gopujkar. Si les deux directeurs de vol avaient été activés à ce moment-là, en mesurant une diminution de la vitesse, l'avion serait passé en mode « Speed », et aurait augmenté la puissance des moteurs pour une éventuelle récupération même à ce stade tardif.
L'avion a continué à descendre vers le sol. Alors que l'avion n'était qu'à 41 m du sol, le commandant Fernandez réalisa soudainement la gravité de la situation et s'exclama : « Hé, on va s'écraser ! ». Le commandant Gopujkar, lui-même abasourdi maintenant, ne pouvait que répondre par « Oh, merde! ». Ce sont ses derniers mots enregistrés. Le commandant Fernandez ordonna alors la sélection immédiate du Takeoff/go-around switch (TOGA). Cependant, cette action est arrivée trop tardivement. L'A320 s'est soulevé du sol, mais il n'a pas réussi à franchir un talus de 12 pieds (3,7 m) et s'est écrasé au sol. Les enquêteurs ont déclaré que si cette action avait été entreprise deux secondes plus tôt, la catastrophe aurait pu être évitée.

### Conclusion du tribunal
La Haute Cour du Karnataka a rapporté que l'accident avait été causé par le fait que les pilotes n'avaient pas réalisé la gravité de la situation et n'avaient pas réagi en avançant immédiatement les manettes des gaz, même après les annonces radio d'altitude de « quatre cents », « trois cents » et « deux cents » pieds, même si l'avion était en mode ralenti/descente ouverte.

## Controverse
L'équipe d'enquête indienne a conclu que l'erreur du pilote était la cause de l'accident, ce qui a été soutenu par Airbus Industrie. Cependant, l’India Commercial Pilot Association (ICPA) a contesté le rapport, affirmant qu'un défaut de conception de l'A320 était la cause de l'accident.
L'ICPA a déclaré que le commandant de bord principal sur ce vol, le commandant Gopujkar, n'aurait pas commis la série d'erreurs décrites dans le rapport officiel, et a déclaré qu'il n'y avait aucune preuve qu'il avait fait le mauvais réglage (puisque l'enregistreur de données de vol n'avait pas enregistrer de telles erreurs). L'association pensait également que les moteurs étaient passés au ralenti en raison d'un défaut majeur du système et que, même lorsque Gopujkar avait tenté d'éteindre son directeur, il n'avait pas répondu. Ils ont également affirmé que le délai de 0,5 seconde pour que les commandes de poussée automatique agissent s'est avéré désastreux.
À l'époque, l'Airbus A320 était relativement nouveau, venant d'être lancé en 1988. Sa principale différence par rapport aux autres avions était qu'il utilisait la technologie fly-by-wire (FBW). Dans un avion classique, le pilote était en contact direct avec l'actionneur ; donc si le pilote ouvrait davantage la manette des gaz, l'actionneur donnait immédiatement plus de puissance au pilote. Dans l'A320, cependant, la commande du pilote est d'abord dirigée vers un ordinateur de bord - et l'actionneur ne répond que lorsque l'ordinateur détermine qu'il est acceptable de le faire.
Avant le crash du vol 605, un Airbus A320 avait été impliqué dans un autre crash, le vol Air France 296Q. L'enquête officielle avait déterminé que la cause de cet accident était une erreur du pilote. Cependant, le pilote avait blâmé le système fly-by-wire de l'avion pour l'accident. Cette affirmation avait provoqué une importante controverse au sujet de l'Airbus A320.

## Conséquences
Moins de deux ans après le crash du vol 605, l'A320 a subi un autre accident mortel lorsque le vol Air Inter 148 s'est écrasé en France, tuant 87 personnes. La cause de ce crash était aussi un impact sans perte de contrôle (CFIT), comme dans le cas du vol 605. L'enquête du vol 148 a sévèrement critiqué la conception du cockpit de l'Airbus A320. En réponse, des modifications ont été apportées à l'affichage du panneau de l'unité de commande de vol ; le Bureau d'enquêtes et d'analyses pour la sécurité de l'aviation civile (BEA) a émis 34 recommandations.